# Give That Wolf a Banana
Chansons représentant la Norvège au Concours Eurovision de la chanson
Fallen Angel
(2021) Queen of Kings
(2023)
Give That Wolf a Banana (en français Donnez une banane à ce loup) est une chanson du duo pop anglo-norvégien Subwoolfer, sortie en single le 10 janvier 2022. Elle a représenté la Norvège au Concours Eurovision de la chanson 2022 à Turin, en Italie, après avoir remporté le Melodi Grand Prix 2022, la finale nationale de Norvège. Le single a atteint la quatrième place en Norvège.

## Concours Eurovision de la chanson

### Grand Prix de Mélodie 2022
Environ une semaine après le concours Eurovision de la chanson 2021, NRK a officiellement ouvert ses portes aux auteurs-compositeurs pour qu'ils soumettent des candidatures pour le Grand Prix Melodi 2022. Le concours était ouvert à tous les auteurs-compositeurs qui pouvaient soumettre jusqu'à trois chansons. Chaque chanson devait avoir au moins un contributeur norvégien, afin de "prioriser et promouvoir la scène musicale norvégienne". Fin novembre 2021, il a été signalé que 21 candidatures avaient été sélectionnées pour participer au concours. À l'origine, la programmation des artistes participants devait être révélée le 6 janvier 2022, cependant, il a été décidé plus tard qu'ils seraient annoncés ensemble le 10 janvier. 
La chanson est l'une des cinq pré-qualifiés pour être en finale. La finale a eu lieu le 19 février 2022. La chanson finit par remporter le concours et, par conséquent, devient la chanson représentant la Norvège au Concours Eurovision de la chanson 2022.

### Au concours Eurovision de la chanson
Selon les règles du concours Eurovision de la chanson, toutes les nations à l'exception du pays hôte et des "Big Five" (France, Allemagne, Italie, Espagne et Royaume-Uni) doivent se qualifier à l'une des deux demi-finales pour participer à la finale. L'Union européenne de radio-télévision (EBU) a divisé les pays concurrents en six pots différents en fonction des modèles de vote des concours précédents, les pays ayant des historiques de vote favorables étant placés dans le même pot. Le 25 janvier 2022, un tirage au sort a eu lieu qui a placé chaque pays dans l'une des deux demi-finales, ainsi que dans quelle moitié du spectacle ils se produiraient. La Norvège a été placée dans la première demi-finale, qui s'est tenue le 10 mai 2022, et joué dans la seconde moitié du spectacle.  Après s'être qualifiés pour la finale du 14 mai 2022, ils se sont classés 7e et ont obtenu la 10e place avec un total de 182 points.

## Édition de la Saint-Valentin
Le 11 février 2022, Subwoofer a sorti une version Saint-Valentin de Give That Wolf a Banana, intitulée Give That Wolf a Romantic Banana.